# Сельцо (Локнянский район)
Сельцо — деревня в Локнянском районе Псковской области России. 
Входит в состав Подберезинской волости.
Расположена в 37 км к востоку от райцентра Локня на левом берегу реки Ловать и в 2 км к востоку от волостного центра, села Подберезье.
| 2001 | 2002 | 2010 |
| ---- | ---- | ---- |
| 108  | ↘84  | ↘78  |

Численность населения деревни составляла 108 жителей в 2000 году, 78 жителей в 2011 году.